# Hipponion (città antica)
Hipponion (in greco antico: Ἱππώνιον), è stata un'antica città greca situata nel territorio dell’odierna Vibo Valentia.

## Storia
Fondata tra il 625 e il 600 a.C. da coloni greci provenienti da Locri Epizefiri, Hipponion fu una delle principali polis della Magna Grecia. La città sorse su un preesistente centro Osco dal probabile nome di Veip (pronuncia Weip) (in osco: 𐌅𐌄𐌉𐌐), da cui derivò il nome arcaico Veiponion (pronuncia Weiponion) (in greco antico: Ϝειπώνιον). Dopo la caduta della prima lettera (digamma), la città assunse il nome di Eiponion (in greco antico: Ειπώνιον). Tuttavia, nel resto dell’antica Grecia, per indicarla venne utilizzato il nome paronomastico di Hipponion, proveniente dal dialetto attico. La città prosperò durante il V a.C., periodo nel quale acquisì potere e ricchezza grazie e soprattutto alla sua posizione strategica, che favorì il commercio con il resto del Mediterraneo. Tra le principali attività produttive dell’antica Hipponion spicca senza dubbio la lavorazione del tonno, legata alla straordinaria qualità del pescato locale. Il celebre “Tonno di Hipponion” è infatti menzionato nel poema gastronomico Hedypatheia di Archestrato di Gela del IV a.C., che in uno dei pochi frammenti giunti fino a noi scrive: “…e se per caso vai a Hipponion, nella sacra Italia, allora vai verso i moli: quei tonni sono di gran lunga i migliori di tutti, meritano la vittoria”. Nel corso dei secoli, la città fu soggetta a varie dominazioni, tra cui quella siracusana ad opera del tiranno Dioniso I (durante il IV a.C.) e quella dei Bruzi (tra la fine del IV e l’inizio del III a.C.), prima di essere definitivamente conquistata dai Romani nel 192 a.C..

## Mitologia
Ratto di Persefone
Secondo il mito, Hipponion era il luogo in cui viveva Persefone. Un giorno, mentre la giovane dea era intenta a raccogliere fiori in compagnia delle sue tre fidate ancelle Ligea, Leucosia e Partenope venne rapita da Ade, dio degli inferi, nonché suo zio, il quale la portò nell’oltretomba per sposarla. Demetra, dea dell’agricoltura e madre di Persefone, disperata per la scomparsa della figlia, fece cessare la crescita delle piante e dei raccolti, portando la terra in uno stato di sterilità e carestia. Per risolvere la situazione, Zeus trovò un accordo: Persefone avrebbe trascorso sei mesi negli inferi in compagnia del marito e sei mesi sulla terra in compagnia della madre. Nacquero così le quattro stagioni.
Ulisse e le Sirene
Le tre ancelle di Persefone, per non aver impedito il rapimento della dea, vennero trasformate da Demetra in sirene, creature mostruose, con la parte superiore del corpo di donna e la parte inferiore di uccello. Persa la loro umanità, le tre sirene iniziarono ad ammaliare con il loro canto tutti i naviganti che viaggiavano lungo la costa vibonese per poi divorarli, fin quando si imbatterono nell’eroe greco Ulisse. Il re di Itaca, infatti, con la sua astuzia riuscì ad ascoltare il loro canto dopo essersi fatto legare all’albero della sua nave. Le tre sirene per frustrazione si gettarono in mare, togliendosi la vita. Il corpo di Ligea venne trasportato dalle onde fino a Terina, quello di Leucosia a Poseidonia e infine quello di Partenope fino al luogo in cui sorse l’omonima città.
Scrimbia e Calameo
Un altro mito locale molto importante è quello legato alla ninfa Scrimbia. Scrimbia era una ninfa dell’acqua che viveva ad Hipponion. Un giorno si innamorò di un giovane ipponiate, Calameo. Anche lui si innamorò di lei e cominciarono a incontrarsi di nascosto vicino a una sorgente. Il loro amore però andava contro le leggi degli dei e quando Zeus lo venne a sapere, si infuriò. Decise di punirli trasformando Calameo in una pianta, quella che ancora oggi porta il suo nome: il calamo aromatico, che cresce lungo i corsi d’acqua. Scrimbia, distrutta dal dolore, cominciò a piangere senza sosta. Le sue lacrime divennero una sorgente. Gli dei, commossi, la trasformarono in una fonte perenne, così che potesse stare per sempre accanto al suo amato, ormai pianta.

## Archeologia
I resti dell’antica Hipponion furono riscoperti intorno ai primi anni ‘20 del Novecento da Paolo Orsi. Gli scavi hanno portato alla luce i resti del basamento di diversi templi ed edifici e circa 500 metri della cinta muraria difensiva (Mura greche di Hipponion) che circondava la città. Tra i reperti più significativi figurano statue, ceramiche, utensili e armi in bronzo, provenienti principalmente dalla stipe votiva di un’area sacra denominata Scrimbia e la celebre lamina orfica di Hipponion, rinvenuta nel 1969 all’interno della sepoltura di una donna, localizzata nella necropoli occidentale della città. I reperti sono conservati nelle sale del Museo Archeologico Nazionale di Vibo Valentia.